# 迪尔特雷尔 (科罗拉多州)
迪尔特雷尔（英語：Deer Trail），是美国科罗拉多州阿拉珀霍县下属的一座城市。建市于1920年2月3日，面积大约为1.075平方英里（2.785平方公里）。根据2010年美国人口普查，该市有人口546人。2011年估计该市有人口559人，相比2010年人口增长率为2.38%。同时，论人口该市是科罗拉多州第189大城市。